# Nipponeubria yoshitomii
Nipponeubria yoshitomii là một loài bọ cánh cứng trong họ Psephenidae. Loài này được Lee & Satô miêu tả khoa học đầu tiên năm 1996.